# Marco Cassetti
Marco Cassetti (* 29. Mai 1977 in Brescia) ist ein ehemaliger italienischer Fußballspieler. Cassetti spielte in der Verteidigung sowie im defensiven Mittelfeld.

## Karriere

### Im Verein
Marco Cassetti begann seine Karriere bei der AC Montichiari und der AC Lumezzane. 2000 wechselte er zu Hellas Verona, für die er am 30. September 2000 beim 1:1 gegen die AS Bari sein erstes Serie-A-Spiel bestritt. Cassetti blieb bis 2003 in Verona, 2001/02 stieg er mit dem Klub in die Serie B ab. In den drei Jahren bestritt er 61 Spiele für Hellas Verona und erzielte dabei sieben Tore.
Zur Saison 2003/04 wechselte Cassetti zurück in die Serie A zur US Lecce, wo er drei Jahre blieb. In der folgenden Spielzeit schaffte er unter Trainer Zdeněk Zeman den endgültigen Durchbruch. Cassetti zeigte strakte Leistungen, erreichte mit dem süditalienischen Klub den elften Platz in der Serie A und empfahl sich auch für die Nationalmannschaft. 2005/06 folgte der Abstieg mit Lecce aus der Serie A.
Im Sommer 2006 wechselte Marco Cassetti zur AS Rom. In fünf Spielzeiten bei der Roma kam er auf 142 Ligaeinsätze, in denen ihm vier Tore gelangen. Nachdem er sich in der Saison 2011/12 beim AS Rom nicht mehr durchsetzen konnte, folgte zur Saison 2012/13 der Wechsel zum Ligakonkurrenten Udinese Calcio, die Cassetti jedoch direkt an den englischen Zweitligisten FC Watford ausliehen. Nach einer erfolgreichen Saison bei Watford wechselte Cassetti im Anschluss an die Saison endgültig in die Championship, ohne auch nur ein Spiel für Udinese absolviert zu haben. Im Januar 2015 wechselte er anschließend zu Como Calcio in die Serie C. Am Ende der Saison 2015/16 beendete Cassetti seine Karriere.

### In der Nationalmannschaft
Für die italienische Nationalmannschaft debütierte Marco Cassetti am 30. März 2005 beim 0:0 gegen Island unter Trainer Marcello Lippi. Er bestritt insgesamt fünf Länderspiele für die Squadra Azzurra.

## Erfolge/Titel
- Italienischer Pokalsieger: 2006/07
- Italienischer Supercupsieger: 2007